# Chaetodon baronessa
Chaetodon baronessa är en fiskart som beskrevs av Cuvier 1829. Chaetodon baronessa ingår i släktet Chaetodon och familjen Chaetodontidae. IUCN kategoriserar arten globalt som livskraftig. Inga underarter finns listade i Catalogue of Life.